# Хосеа Кутако (летище)
Хосеа Кутако се нарича международното летище в столицата на Намибия, Виндхук. Разположено е на 45 km. източно от града. В сегашния си вид е открито през 2009 г. То е и основното в страната летище осъществяващо международните полети. Много малка част от дела на полетите са за вътрешността на страната. През 2007 г. през него са преминали 672 582 пътника. Летището е кръстено на известния лидер от народа хереро - Хосеа Кутако. По време на окупацията на Намибия от ЮАР същото е носило името на про-апартейдския министър-председател на ЮАР Дж. Г. Стриждъм.
Вътрешните полети се обслужват от другото летище на Виндхук, Ерос. Двете летища са свързани с автобусна линия както помежду си така и с центъра на столицата.

## Обслужвани авиокомпании и дестинации
- Air Namibia (Кейптаун, Франкфурт, Йоханесбург, Лондон - Гетуик, Луанда, Виктория Фолс, Уолфиш Бей)
- Air Botswana (Габороне)
- British Airways
  - British Airways съвместно с Comair (Йоханесбург)
- Kulula.com (Йоханесбург)
- Air Berlin (Мюнхен)
- South African Airways (Йоханесбург, Кейптаун)
- TAAG Angola Airlines (Луанда, Лубанго)